# Birgit Broms
Birgit Broms, född 17 april 1924 i Linköpings församling, Östergötlands län, död 9 oktober 2008 i Oscars församling i Stockholm, var en svensk målare.
Efter studentexamen studerade Broms vid Konsthögskolan i Stockholm samt under studieresor till bland annat Frankrike och Italien där hon studerade olika freskotekniker. Hon medverkade i utställningen Unga tecknare på Nationalmuseum 1946–1950 och Liljevalchs vårsalonger. 
Hon är känd för sin motivkrets skridskoåkare men har även gjort många porträtt. Bland hennes offentliga arbeten märks en utsmyckning för Husby tunnelbanestation. Hon tilldelades Prins Eugen-medaljen 1985.
Broms är representerad med teckningar vid Nationalmuseum, Nordiska Akvarellmuseet och i den Bonnierska porträttsamlingen.
Birgit Broms var dotter till försäkringsdirektören Uno Broms och Greta von Malmborg. Hon var gift från 1960 med Ragnar Sandberg och mor till Helen Broms Sandberg.
Hon är begravd på Norra begravningsplatsen utanför Stockholm.